# البطولة الوطنية المجرية 1952
البطولة الوطنية المجرية 1952 (بالمجرية: 1952-es magyar labdarúgó-bajnokság)‏ هو الموسم 50 من  البطولة الوطنية المجرية. أشرف على تنظيمه اتحاد المجر لكرة القدم، وكان عدد الأندية المشاركة فيه  14، وفاز فيه نادي بودابست هونفيد.